# Алжир на летних Олимпийских играх 2004
Алжир принимал участие в Летних Олимпийских играх 2004 года в Афинах (Греция) в десятый раз за свою историю, но не завоевал ни одной медали. Страну представляли 46 мужчин и 15 женщин, принимавших участие в соревнованиях по академической гребле, боксу, греко-римской борьбе, дзюдо, лёгкой атлетике, настольному теннису, плаванию, теннису, тяжёлой атлетике и фехтованию.

## Результаты соревнований

### Академическая гребля
В следующий раунд из каждого заезда проходили несколько лучших экипажей (в зависимости от дисциплины). В финал A выходили 6 сильнейших экипажей, остальные разыгрывали места в утешительных финалах B-E.
Мужчины
| Соревнование | Спортсмены  | Предварительный заезд | Предварительный заезд | Предварительный заезд | Отборочный заезд | Отборочный заезд | Отборочный заезд | Полуфинал     | Полуфинал     | Полуфинал     | Финал   | Финал   | Итоговое место |
| Соревнование | Спортсмены  | Заезд                 | Время                 | Место                 | Заезд            | Время            | Место            | Заезд         | Время         | Место         | Время   | Место   | Итоговое место |
| ------------ | ----------- | --------------------- | --------------------- | --------------------- | ---------------- | ---------------- | ---------------- | ------------- | ------------- | ------------- | ------- | ------- | -------------- |
| одиночки     | Мохамед Аиш | 3                     | 7:41,85               | 4                     | 2                | 7:46,98          | 4                | Полуфинал D/E | Полуфинал D/E | Полуфинал D/E | Финал E | Финал E | 28             |
| одиночки     | Мохамед Аиш | 3                     | 7:41,85               | 4                     | 2                | 7:46,98          | 4                | 1             | 7:22,05       | 5             | 7:25,49 | 4       | 28             |

### Бокс
Спортсменов — 7
| Спортсмен        | Категория | 1/16 финала                       | 1/8 финала                  | Четвертьфинал        | Полуфинал            | Финал                |
| Спортсмен        | Категория | Соперник и результат              | Соперник и результат        | Соперник и результат | Соперник и результат | Соперник и результат |
| ---------------- | --------- | --------------------------------- | --------------------------- | -------------------- | -------------------- | -------------------- |
| Мебарек Солтани  | 51 кг     | Георгий Балакшин Пор 15:26        | Не прошёл                   | Не прошёл            | Не прошёл            | Не прошёл            |
| Малик Бузиан     | 54 кг     | Али Аллаб Поб 19:16               | Геннадий Ковалёв Пор 20:23  | Не прошёл            | Не прошёл            | Не прошёл            |
| Хадж Бельхеир    | 57 кг     | Алексей Тищенко Пор 17:37         | Не прошёл                   | Не прошёл            | Не прошёл            | Не прошёл            |
| Насреддин Филали | 64 кг     | Борис Георгиев Пор RSC            | Не прошёл                   | Не прошёл            | Не прошёл            | Не прошёл            |
| Бенамар Мескин   | 69 кг     | Ванес Мартиросян Пор 20:45        | Не прошёл                   | Не прошёл            | Не прошёл            | Не прошёл            |
| Набиль Кассель   | 75 кг     | Глаусселио Серрау Абрео Поб 41:36 | Андре Диррелл Пор RSC       | Не прошёл            | Не прошёл            | Не прошёл            |
| Абдельхани Кензи | 81 кг     | Сон Хак Сун Поб 25:19             | Уткирбек Хайдаров Пор 19:31 | Не прошёл            | Не прошёл            | Не прошёл            |

### Борьба
Спортсменов — 1
Греко-римский стиль
| Спортсмен      | Категория | Групповой турнир                            | 1/4 финала           | 1/2 финала           | Финалы               | Место |
| Спортсмен      | Категория | Соперник и результат                        | Соперник и результат | Соперник и результат | Соперник и результат | Место |
| -------------- | --------- | ------------------------------------------- | -------------------- | -------------------- | -------------------- | ----- |
| Самир Бенченаф | 55 кг     | Ласаро Ривас Пор 0:4 Хассан Ранграз Пор 0:4 | Не прошёл            | Не прошёл            | Не прошёл            | 20    |

### Дзюдо
Спортсменов — 11
Мужчины
| Спортсмен        | Категория    | 1/32               | 1/16                        | 1/8                        | 1/4                   | 1/2                  | 1-й доп. раунд       | Утешит. четвертьфинал | Утешит. полуфинал    | За 3 место           | Финал                |
| Спортсмен        | Категория    | Соперник Результат | Соперник Результат          | Соперник Результат         | Соперник Результат    | Соперник Результат   | Соперник Результат   | Соперник Результат    | Соперник Результат   | Соперник Результат   | Соперник Результат   |
| ---------------- | ------------ | ------------------ | --------------------------- | -------------------------- | --------------------- | -------------------- | -------------------- | --------------------- | -------------------- | -------------------- | -------------------- |
| Омар Ребахи      | До 60 кг     | -                  | Базарбек Донбай пор иппон   | Закончил выступление       | Закончил выступление  | Закончил выступление | Закончил выступление | Закончил выступление  | Закончил выступление | Закончил выступление | Закончил выступление |
| Амар Мериджа     | До 66 кг     | -                  | Амин Мохамед поб иппон      | Эхуд Вакс поб юко          | Йозеф Крнач пор иппон | Не прошёл            | Не прошёл            | Оскар Пеньяс пор юко  | Закончил выступление | Закончил выступление | Закончил выступление |
| Нуреддин Ягуби   | До 73 кг     | -                  | Акапей Лату поб иппон       | Геннадий Белодед пор иппон | Закончил выступление  | Закончил выступление | Закончил выступление | Закончил выступление  | Закончил выступление | Закончил выступление | Закончил выступление |
| Амар Бенихлеф    | До 81 кг     |                    | Эльсайед Абумедан поб иппон | Флориан Ваннер пор иппон   | Закончил выступление  | Закончил выступление | Закончил выступление | Закончил выступление  | Закончил выступление | Закончил выступление | Закончил выступление |
| Халед Меддах     | До 90 кг     |                    | Карлус Онорату пор иппон    | Закончил выступление       | Закончил выступление  | Закончил выступление | Закончил выступление | Закончил выступление  | Закончил выступление | Закончил выступление | Закончил выступление |
| Сами Бельгрун    | До 100 кг    | -                  | Рамон Айяла поб иппон       | Ивери Джикураули пор иппон | Закончил выступление  | Закончил выступление | Закончил выступление | Закончил выступление  | Закончил выступление | Закончил выступление | Закончил выступление |
| Мохамед Буайшауи | Свыше 100 кг | -                  | Индрек Пертельсон пор иппон | Закончил выступление       | Закончил выступление  | Закончил выступление | Закончил выступление | Закончил выступление  | Закончил выступление | Закончил выступление | Закончил выступление |

Женщины
| Спортсмен     | Категория | 1/16                    | 1/8                      | 1/4                   | 1/2                   | 1-й доп. раунд                | Утешит. четвертьфинал | Утешит. полуфинал       | За 3 место               | Финал                 |
| Спортсмен     | Категория | Соперник Результат      | Соперник Результат       | Соперник Результат    | Соперник Результат    | Соперник Результат            | Соперник Результат    | Соперник Результат      | Соперник Результат       | Соперник Результат    |
| ------------- | --------- | ----------------------- | ------------------------ | --------------------- | --------------------- | ----------------------------- | --------------------- | ----------------------- | ------------------------ | --------------------- |
| Сорая Хаддад  | До 48 кг  | Бертиль Али поб иппон   | Ямила Самбрано поб иппон | Рёко Тани пор иппон   | Не прошла             | Мария Караяннопулу пор сидо   | Закончила выступление | Закончила выступление   | Закончила выступление    | Закончила выступление |
| Салима Суакри | До 52 кг  | Петра Нарекс поб тюи    | Сянь Дунмэй пор сидо     | Не прошла             | Не прошла             | Рафаэла Имбриани поб вадзаари | -                     | Ионна Алуаш поб кэйкоку | Амарилис Савон пор иппон | Закончила выступление |
| Лила Латрус   | До 57 кг  | Лю Юйсян пор иппон      | Закончила выступление    | Закончила выступление | Закончила выступление | Закончила выступление         | Закончила выступление | Закончила выступление   | Закончила выступление    | Закончила выступление |
| Рашида Урдан  | До 70 кг  | Цинь Дунъя пор вадзаари | Закончила выступление    | Закончила выступление | Закончила выступление | Закончила выступление         | Закончила выступление | Закончила выступление   | Закончила выступление    | Закончила выступление |

### Лёгкая атлетика
Спортсменов — 20
Мужчины
| Спортсмен          | Вид                   | Предварительный круг | Предварительный круг | Четвертьфинал | Четвертьфинал | Полуфинал      | Полуфинал | Финал          | Финал     |
| Спортсмен          | Вид                   | Результат            | Место                | Результат     | Место         | Результат      | Место     | Результат      | Место     |
| ------------------ | --------------------- | -------------------- | -------------------- | ------------- | ------------- | -------------- | --------- | -------------- | --------- |
| Малик Луахла       | 200м                  | 20,67                | 2                    | 20,93         | 7             | Не прошёл      | Не прошёл | Не прошёл      | Не прошёл |
| Адем Хечини        | 400м                  | 46,60                | 5                    | Не прошёл     | Не прошёл     | Не прошёл      | Не прошёл | Не прошёл      | Не прошёл |
| Джабир Саид-Гуэрни | 800м                  | 1.45,94              | 2                    |               |               | 1.45,76        | 1         | 1.45,61        | 7         |
| Набиль Мади        | 800м                  | 1.47,52              | 5                    | Не прошёл     | Не прошёл     | Не прошёл      | Не прошёл | Не прошёл      | Не прошёл |
| Камал Булафан      | 1500м                 | 3.38,59              | 4                    |               |               | 3.41,27        | 5         | 3.39,02        | 11        |
| Тарек Букенса      | 1500м                 | 3.37,94              | 5                    |               |               | не финишировал | -         | Не прошёл      | Не прошёл |
| Мохамед Халди      | 1500м                 | 3.42,47              | 12                   | Не прошёл     | Не прошёл     | Не прошёл      | Не прошёл | Не прошёл      | Не прошёл |
| Али Саиди-Сиеф     | 5000м                 | 13.18,94             | 1                    |               |               |                |           | 13.32,57       | 11        |
| Самир Муссауи      | 5000м                 | 13.24,98             | 8                    |               |               |                |           | 14.02,01       | 14        |
| Худир Агуин        | 5000м                 | 13.29,37             | 10                   | Не прошёл     | Не прошёл     | Не прошёл      | Не прошёл | Не прошёл      | Не прошёл |
| Саид Белхут        | Марафон               |                      |                      |               |               |                |           | 2:22.32        | 49        |
| Рашид Зиар         | Марафон               |                      |                      |               |               |                |           | Не финишировал | -         |
| Мустафа Беннасер   | Марафон               |                      |                      |               |               |                |           | Не финишировал | -         |
| Лаид Бессу         | 3000м с препятствиями | 8.21,14              | 1                    |               |               |                |           | 8.33,07        | 11        |
| Абделхаким Маазуз  | 3000м с препятствиями | 8.36,12              | 11                   | Не прошёл     | Не прошёл     | Не прошёл      | Не прошёл | Не прошёл      | Не прошёл |
| Мусса Ауанук       | Ходьба 20 км          |                      |                      |               |               |                |           | 1:28.38        | 31        |
| Абдеррахман Хаммад | Прыжки в высоту       | 2,25                 | 15                   | Не прошёл     | Не прошёл     | Не прошёл      | Не прошёл | Не прошёл      | Не прошёл |

Женщины
| Спортсмен      | Вид            | Предварительный круг | Предварительный круг | Полуфинал | Полуфинал | Финал           | Финал     |
| Спортсмен      | Вид            | Результат            | Место                | Результат | Место     | Результат       | Место     |
| -------------- | -------------- | -------------------- | -------------------- | --------- | --------- | --------------- | --------- |
| Наида Туами    | 1500м          | 4.06,41              | 8                    | 4.07,21   | 8         | Не прошла       | Не прошла |
| Суад Аит Салем | 5000м          | 16.02,10             | 16                   | Не прошла | Не прошла | Не прошла       | Не прошла |
| Суад Аит Салем | 10000м         |                      |                      |           |           | Не финишировала | -         |
| Насрия Азайдж  | Марафон        |                      |                      |           |           | Не финишировала | -         |
| Байя Рахули    | Тройной прыжок | 14,89                | 2                    |           |           | 14,86           | 6         |

### Настольный теннис
Спортсменов — 5
Мужчины
| Спортсмен                            | Вид              | 1/32 финала                | 1/16 финала               | 1/8 финала         | Четвертьфинал      | Полуфинал          | Финал              |           |
| Спортсмен                            | Вид              | Соперник Результат         | Соперник Результат        | Соперник Результат | Соперник Результат | Соперник Результат | Соперник Результат |           |
| ------------------------------------ | ---------------- | -------------------------- | ------------------------- | ------------------ | ------------------ | ------------------ | ------------------ | --------- |
| Мохамед Буджаджа                     | Одиночный разряд | Шарат Камал Ашанта Пор 1-4 | Не прошёл                 | Не прошёл          | Не прошёл          | Не прошёл          | Не прошёл          |           |
| Мохамед Буджаджа Абдел Хаким Джазири | Парный разряд    |                            | Сю Араи Рё Юдзава Пор 0-4 | Не прошли          | Не прошли          | Не прошли          | Не прошли          | Не прошли |

Женщины
| Спортсмен               | Вид              | 1/32 финала                | 1/16 финала                          | 1/8 финала         | Четвертьфинал      | Полуфинал          | Финал              |           |
| Спортсмен               | Вид              | Соперник Результат         | Соперник Результат                   | Соперник Результат | Соперник Результат | Соперник Результат | Соперник Результат |           |
| ----------------------- | ---------------- | -------------------------- | ------------------------------------ | ------------------ | ------------------ | ------------------ | ------------------ | --------- |
| Лейла Бучетта           | Одиночный разряд | Хуан Ихуа Пор 0-4          | Не прошла                            | Не прошла          | Не прошла          | Не прошла          | Не прошла          |           |
| Асма Менайфи            | Одиночный разряд | Николета Стефанова Пор 0-4 | Не прошла                            | Не прошла          | Не прошла          | Не прошла          | Не прошла          |           |
| Асма Менайфи Суад Нехаб | Парный разряд    |                            | Несрин Бен Кахиа Олфа Гуэнни Пор 2-4 | Не прошли          | Не прошли          | Не прошли          | Не прошли          | Не прошли |

### Плавание
Спортсменов — 6
В следующий раунд на каждой дистанции проходили лучшие спортсмены по времени, независимо от места занятого в своём заплыве.
Мужчины
| Спортсмен       | Соревнование               | Предварительные заплывы | Предварительные заплывы | Полуфиналы | Полуфиналы | Финал     | Финал     |
| Спортсмен       | Соревнование               | Результат               | Место                   | Результат  | Место      | Результат | Место     |
| --------------- | -------------------------- | ----------------------- | ----------------------- | ---------- | ---------- | --------- | --------- |
| Салим Илес      | 50 м вольный стиль         | 22,26                   | 3                       | 22,16      | 4          | 22,37     | 8         |
| Салим Илес      | 100 м вольный стиль        | 49,72                   | 16                      | 49,13      | 5          | 49,30     | 7         |
| Махрез Мебарек  | 200 м вольный стиль        | 1:53,00                 | 35                      | Не прошёл  | Не прошёл  | Не прошёл | Не прошёл |
| Махрез Мебарек  | 400 м вольный стиль        | 3:59,30                 | 30                      | Не прошёл  | Не прошёл  | Не прошёл | Не прошёл |
| Софиан Даид     | 100 м брасс                | 1:03,63                 | 32                      | Не прошёл  | Не прошёл  | Не прошёл | Не прошёл |
| Софиан Даид     | 200 м брасс                | 2:17,78                 | 31                      | Не прошёл  | Не прошёл  | Не прошёл | Не прошёл |
| Ахиллес Слимани | 100 м баттерфляй           | 56,22                   | 48                      | Не прошёл  | Не прошёл  | Не прошёл | Не прошёл |
| Ахиллес Слимани | 200 м баттерфляй           | 2:04,93                 | 32                      | Не прошёл  | Не прошёл  | Не прошёл | Не прошёл |
| Рауф Бенабид    | 200 м комплексное плавание | 2:06,34                 | 35                      | Не прошёл  | Не прошёл  | Не прошёл | Не прошёл |

Женщины
| Спортсмен      | Соревнование          | Заплыв    | Заплыв | Полуфинал | Полуфинал | Финал     | Финал     |
| Спортсмен      | Соревнование          | Результат | Место  | Результат | Место     | Результат | Место     |
| -------------- | --------------------- | --------- | ------ | --------- | --------- | --------- | --------- |
| Сабрия Дакхане | 4×100 м вольный стиль | 5:10,20   | 24     | Не прошла | Не прошла | Не прошла | Не прошла |

### Теннис
Спортсменов — 1
Мужчины
| Спортсмен   | Вид              | 1/32 финала                | 1/16 финала        | 1/8 финала         | Четвертьфинал      | Полуфинал          | Финал              |
| Спортсмен   | Вид              | Соперник Результат         | Соперник Результат | Соперник Результат | Соперник Результат | Соперник Результат | Соперник Результат |
| ----------- | ---------------- | -------------------------- | ------------------ | ------------------ | ------------------ | ------------------ | ------------------ |
| Ламин Уахаб | Одиночный разряд | Томми Робредо Пор 3:6, 4:6 | Не прошёл          | Не прошёл          | Не прошёл          | Не прошёл          | Не прошёл          |

### Тяжёлая атлетика
Спортсменов - 2
Мужчины
| Спортсмен    | Категория | Масса | Рывок | Рывок | Рывок | Толчок | Толчок | Толчок | Всего | Место |
| Спортсмен    | Категория | Масса | 1     | 2     | 3     | 1      | 2      | 3      | Всего | Место |
| ------------ | --------- | ----- | ----- | ----- | ----- | ------ | ------ | ------ | ----- | ----- |
| Нафаа Бенами | 56 кг     | 55,40 | 105   | 110   | 110   | 130    | -      | -      | 0     | -     |

Женщины
| Спортсмен                | Категория | Масса | Рывок | Рывок | Рывок | Толчок | Толчок | Толчок | Всего | Место |
| Спортсмен                | Категория | Масса | 1     | 2     | 3     | 1      | 2      | 3      | Всего | Место |
| ------------------------ | --------- | ----- | ----- | ----- | ----- | ------ | ------ | ------ | ----- | ----- |
| Лейла Франсуаза Лассуани | 63 кг     | 62,47 | 85    | 90    | 92.5  | 115    | 120    | 120    | 200   | 7     |

### Фехтование
Спортсменов — 7
Мужчины
| Спортсмен                                              | Вид             | 1/32                           | 1/16                | 1/8                | Четвертьфинал      | Полуфинал          | Матч за 3-е место  | Финал              | Место |
| Спортсмен                                              | Вид             | Соперник Результат             | Соперник Результат  | Соперник Результат | Соперник Результат | Соперник Результат | Соперник Результат | Соперник Результат | Место |
| ------------------------------------------------------ | --------------- | ------------------------------ | ------------------- | ------------------ | ------------------ | ------------------ | ------------------ | ------------------ | ----- |
| Софиан Эль-Азизи                                       | Рапира          | Джедедайа Дюпре Поб 15:14      | Брис Гуйяр Пор 3:15 | Не прошёл          | Не прошёл          | Не прошёл          | Не прошёл          | Не прошёл          | 32    |
| Абдеррахман Даидж                                      | Шпага           | Дмитрий Карюженко Пор 6:15     | Не прошёл           | Не прошёл          | Не прошёл          | Не прошёл          | Не прошёл          | Не прошёл          | 35    |
| Рауф Салим Бернауи                                     | Сабля           | Хуан Яоцзян Пор 6:15           | Не прошёл           | Не прошёл          | Не прошёл          | Не прошёл          | Не прошёл          | Не прошёл          | 37    |
| Реда Бен Чеима                                         | Сабля           | Чэнь Фэн Пор 3:15              | Не прошёл           | Не прошёл          | Не прошёл          | Не прошёл          | Не прошёл          | Не прошёл          | 38    |
| Нассим Ислам Бернауи                                   | Сабля           | Константинос Манетас Пор 10:15 | Не прошёл           | Не прошёл          | Не прошёл          | Не прошёл          | Не прошёл          | Не прошёл          | 39    |
| Реда Бен Чеима Рауф Салим Бернауи Нассим Ислам Бернауи | Командная сабля |                                |                     | Греция Пор 25:45   | Не прошли          | Не прошли          | Не прошли          | Не прошли          | 9     |

Женщины
| Соревнование          | Спортсмены                  | 1/32 финала                | 1/16 финала           | 1/8 финала            | Четвертьфиналы        | Полуфиналы            | Матч за 3-е место     | Финал                 | Место |
| Соревнование          | Спортсмены                  | Соперник Результат         | Соперник Результат    | Соперник Результат    | Соперник Результат    | Соперник Результат    | Соперник Результат    | Соперник Результат    | Место |
| --------------------- | --------------------------- | -------------------------- | --------------------- | --------------------- | --------------------- | --------------------- | --------------------- | --------------------- | ----- |
| Индивидуальная рапира | Вассила Редуани-Саид-Гуэрни |                            | Мэн Цзе Пор 12:15     | Завершила выступление | Завершила выступление | Завершила выступление | Завершила выступление | Завершила выступление | 21    |
| Индивидуальная шпага  | Захра Гамир                 | Ана Брынзэ (ROU) пор 14:15 | Завершила выступление | Завершила выступление | Завершила выступление | Завершила выступление | Завершила выступление | Завершила выступление | 35    |